# Bietigheim-Bissingen
Bietigheim-Bissingen é uma cidade da Alemanha, no distrito de Ludwigsburg, na região administrativa de Estugarda, estado de Baden-Württemberg.
- Ponte Do Vale De Bietigheim Enz
- mercado do cavalo de Bietigheim
- Studio 2